# Ганженко, Виктор Александрович
Виктор Александрович Ганженко (род. 18 августа 1947, село Сергеевка, Хабаровский край) — бурятский советский и российский артист балета, балетмейстер, педагог, народный артист РСФСР (1988).

## Биография
Виктор Александрович Ганженко родился 18 августа 1947 года в селе Сергеевка Хабаровского края в семье военнослужащего. В 1961—1967 годах учился в Бурятском хореографическом училище (педагог Баталин Васильев). Вместе с ним учились Юрий Муруев, Алексей Павленко и другие будущие звезды бурятского балета.
С 1967 года выступал в Бурятском театре оперы и балета. Стажировался в Ленинграде в Михайловском театре оперы и балета и театре оперы и балета им. Кирова. С 1993 года работал художественным руководителем Бурятского театра оперы и балета.
В 1991—1994 годах был танцором труппы «Русский балет» в Санкт-Петербург.
В 1994—1996 годах — педагог–репетитор в Словенском оперном театре (Марибор). В 1996—2001 годах — педагог–репетитор в Хорватском хореографическом училище (Загреб).
С 2002 года несколько лет был художественным руководителем и директором театра «Молодой балет Улан-Удэ», был педагогом, доцентом кафедры хореографии Восточно-Сибирского института культуры в Улан-Удэ.
С 2011 года — профессор, доцент кафедры хореографического творчества Белгородского государственного института искусств и культуры (БГИИК). Под его руководством были поставлены балет «Шопениана», второй акт балета «Лебединое озеро», программа концерта «Шедевры мирового балета».

### Семья
- Жена — артистка балета Ольга Шариповна Короткова (1941—2004), педагог, народная артистка РСФСР. Поженились в 1973 году[2].

## Награды и премии
- Заслуженный артист Бурятской АССР (6.11.1974).
- Народный артист Бурятской АССР (20.10.1978).
- Заслуженный артист РСФСР (17.01.1983).
- Народный артист РСФСР (18.11.1988).
- Лауреат Республиканской премии Бурятской АССР.

## Партии в балетах
- «Щелкунчик» П. И. Чайковский — принц
- «Гэсэр» Ж. Ж. Батуев — Гэсэр
- «Антоний и Клеопатра» Э. Л. Лазарев — Антоний
- «Во имя любви» Ж. А. Батуева и Б. С. Майзеля — Батор
- «Корсар» Адольф Адан — Раб
- «Красавица Ангара» Л. Книппера и Б. Ямпилова — Енисей
- «Легенда о любви» Меликова — Фархад
- «Раймонда» Глазунова — Жан-де-Бриен
- «Пахита» Л. Минкус — кавалер
- «Бахчисарайский фонтан» Асафьева — Вацлав
- «Пер-Гюнт» Е. Григ — Пер-Гюнт
- «Жизель» Адана — Альберт
- «Шопениана» Ф. Шопен — поэт
- «Баядерка» Людвига Минкуса — Соляр
- «Спартак» Хачатуряна — Спартак
- «Спящая красавица» П. И. Чайковского — Дезире
- «Ромео и Джульетта» П. И. Чайковский — Ромео
- «Дон-Кихот» Людвига Минкуса — Базиль
- «Гаянэ» А. И. Хачатурян — Давид
- «Лебединое озеро» П. И. Чайковского — Зигфрид
- «Кармен-сюита» Ж. Бизе, Р. К. Щедрин — Хозе